# Comuna Popivka, Velîka Pîsarivka
Popivka (în ucraineană Попівка) este o comună în raionul Velîka Pîsarivka, regiunea Sumî, Ucraina, formată din satele Luhivka, Popivka (reședința) și Strilețka Pușkarka.

## Demografie
Componența lingvistică a comunei Popivka
     Ucraineană (72,95%)
     Rusă (26,46%)
     Alte limbi (0,12%)
Conform recensământului din 2001, majoritatea populației comunei Popivka era vorbitoare de ucraineană (72,95%), existând în minoritate și vorbitori de rusă (26,46%).